# Verclause
Verclause (okzitanisch: Verclausa) ist ein Ort und eine französische Gemeinde mit 67 Einwohnern (Stand: 1. Januar 2022) im Département Drôme in der Region Auvergne-Rhône-Alpes (vor 2016 Rhône-Alpes). Sie gehört zum Arrondissement Nyons und zum Kanton Nyons et Baronnies. Die Einwohner werden Verclausiens genannt.

## Lage
Verclause liegt etwa 75 Kilometer südöstlich von Valence an der Eygues. Umgeben wird Verclause von den Nachbargemeinden Cornillac im Norden, Rosans im Osten, Lemps im Süden, Bellecombe-Tarendol im Südwesten, Pelonne im Südwesten und Westen sowie Rémuzat im Westen.

## Bevölkerungsentwicklung
| Jahr                       | 1962 | 1968 | 1975 | 1982 | 1990 | 1999 | 2006 | 2019 |
| -------------------------- | ---- | ---- | ---- | ---- | ---- | ---- | ---- | ---- |
| Einwohner                  | 82   | 68   | 91   | 68   | 61   | 84   | 81   | 58   |
| Quellen: Cassini und INSEE |      |      |      |      |      |      |      |      |

## Sehenswürdigkeiten
- ehemalige Kirche „Sainte-Madeleine“
- Reste der alten Burg von 1220, Donjon noch vorhanden

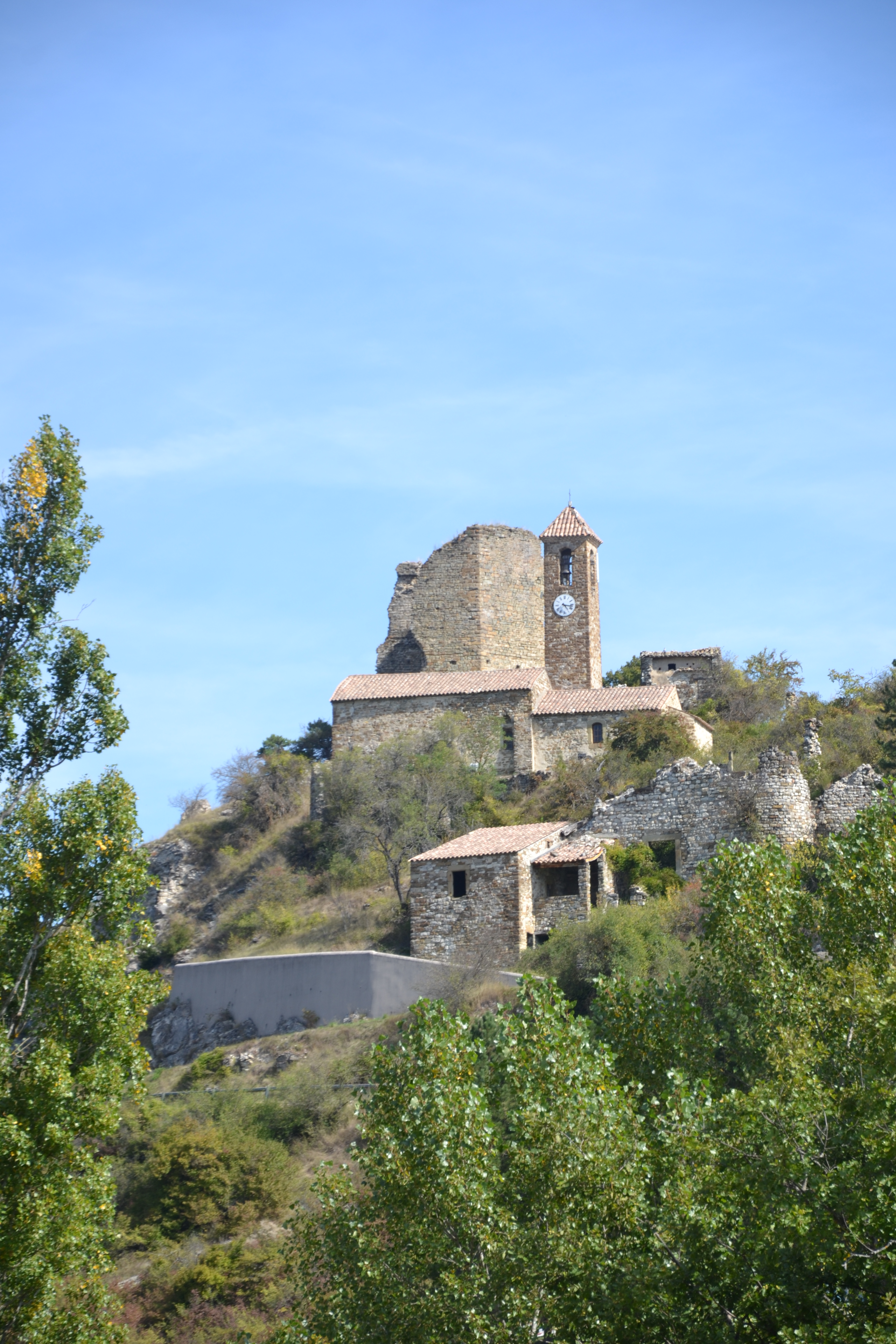
Burgruine mit Donjon
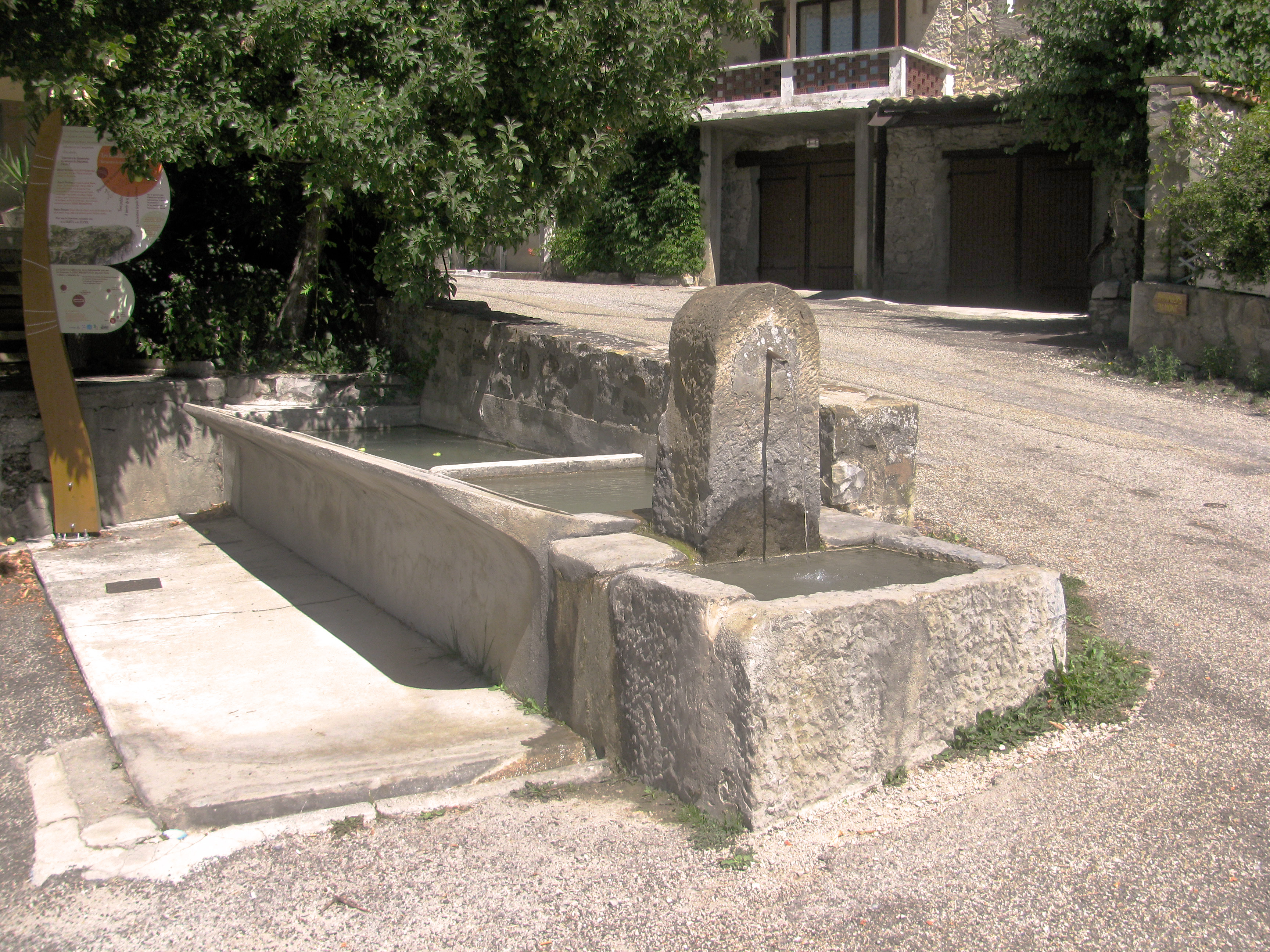
Brunnen, ehemaliger Waschplatz und Viehtränke